# Ciołkowo
Ciołkowo – wieś w Polsce położona w województwie wielkopolskim, w powiecie gostyńskim, w gminie Krobia.
Wieś Cziołkowo położona była w 1581 roku w powiecie kościańskim województwa poznańskiego.
W okresie Wielkiego Księstwa Poznańskiego (1815-1848) miejscowość należała do wsi większych w ówczesnym pruskim powiecie Kröben (krobskim) w rejencji poznańskiej. Ciołkowo należało do okręgu krobskiego tego powiatu i stanowiło odrębny majątek, którego właścicielem był wówczas (1846) Błociszewski. Według spisu urzędowego z 1837 roku wieś liczyła 129 mieszkańców, którzy zamieszkiwali 15 dymów (domostw).
W latach 1975–1998 miejscowość administracyjnie należała do województwa leszczyńskiego.
W miejscowości był przystanek kolejowy Ciołkowo.